# Sporting de Gijón
Real Sporting de Gijón är en fotbollsklubb från Gijón, Asturien i Spanien, grundad 1905, som för närvarande spelar i Segunda División, Spaniens näst högsta liga. Deras hemmaarena heter Estadio El Molinón, och har plats för 30 000 åskådare.
- 38 säsonger i La Liga
- 42 säsonger i Segunda División